# عربة مترفة
العربة المترفة أو الحافلة المتفرفة هي نوع من عربات الركاب التي توفر وسائل ومرافق راحة فائقة مقارنة بالعربة القياسية.

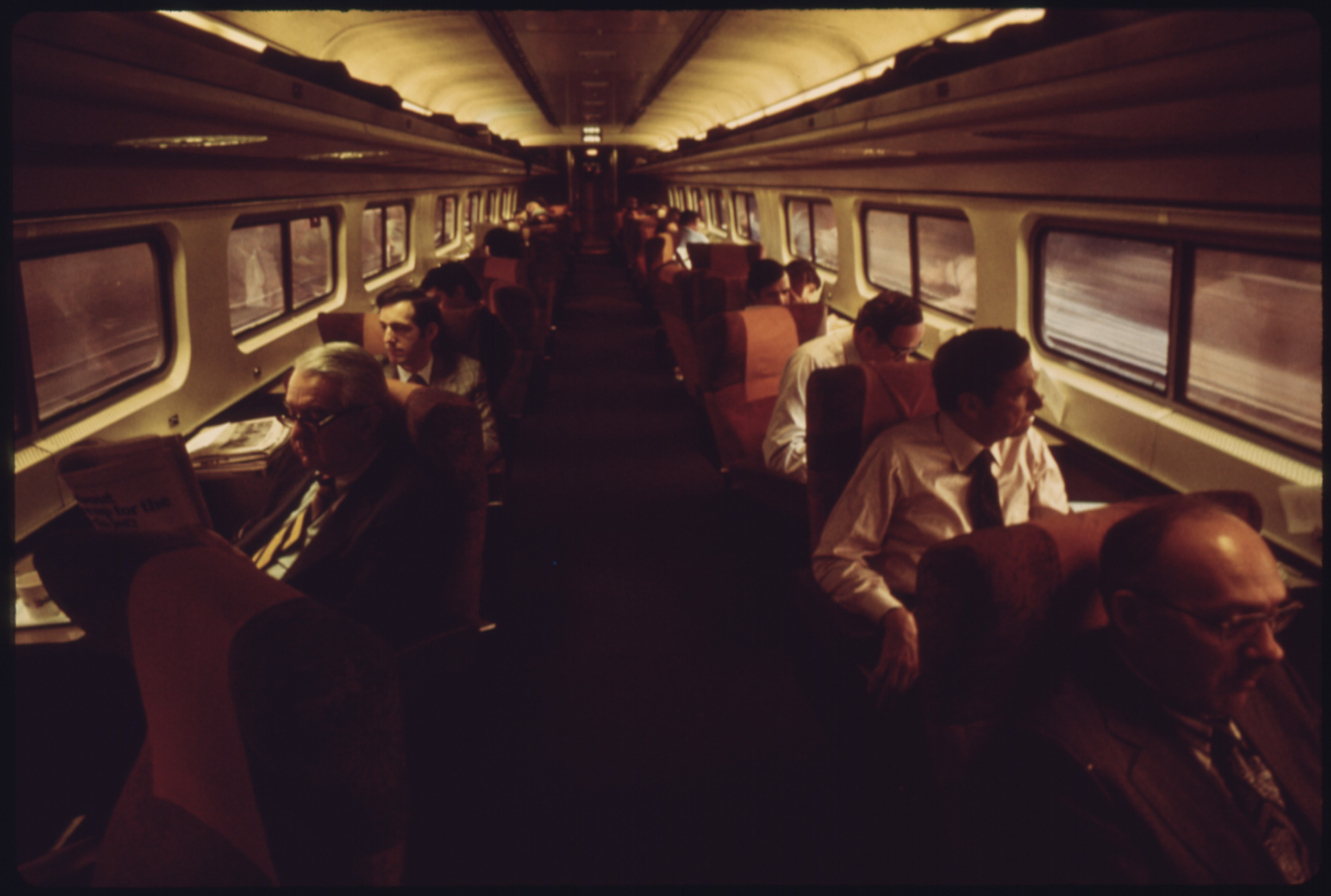

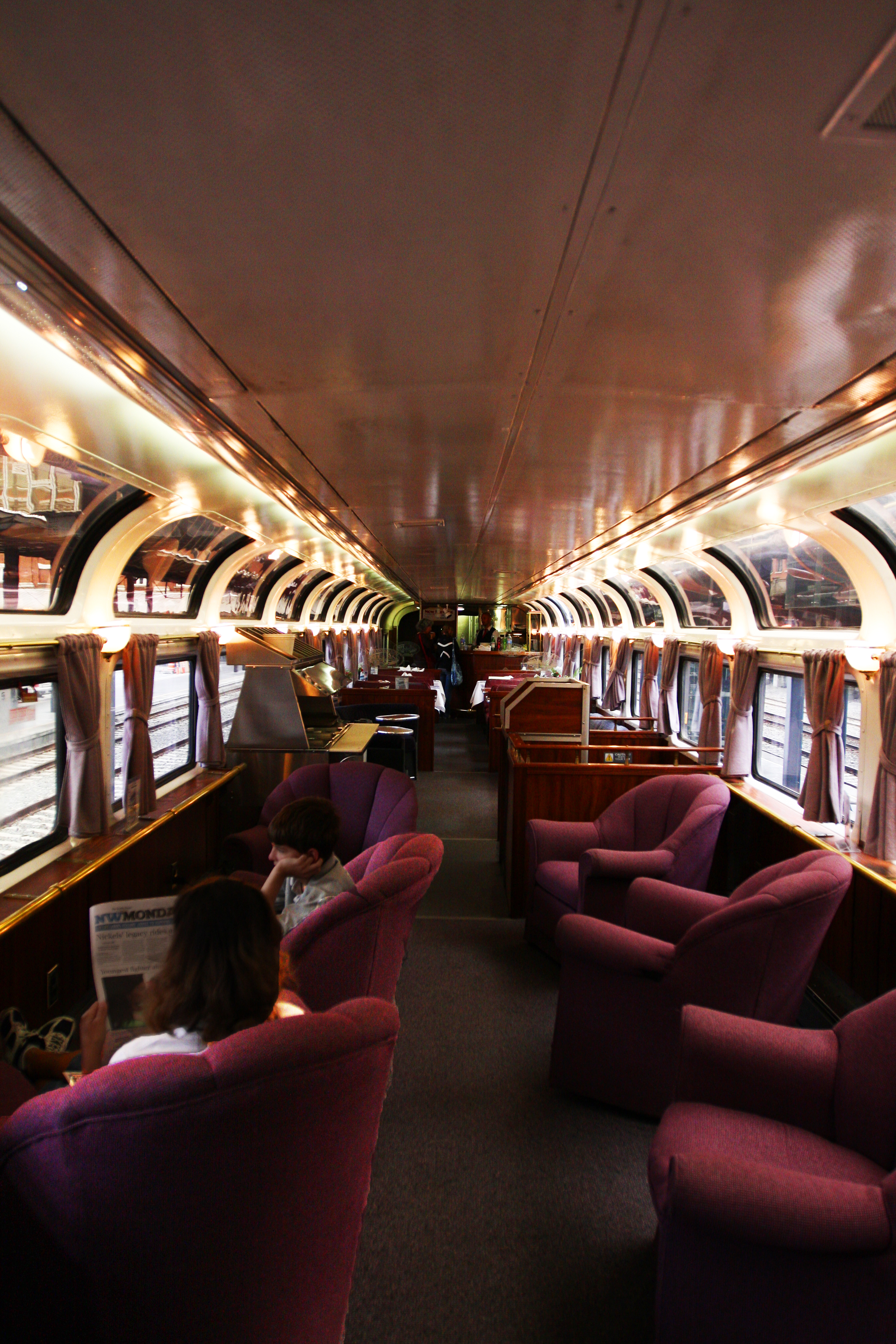
الجزء الداخلي لعربة الهادئ المترفة